# Barczewko (gromada)
Barczewko – dawna gromada, czyli najmniejsza jednostka podziału terytorialnego Polskiej Rzeczypospolitej Ludowej w latach 1954–1972.
Gromady, z gromadzkimi radami narodowymi (GRN) jako organami władzy najniższego stopnia na wsi, funkcjonowały od reformy reorganizującej administrację wiejską przeprowadzonej jesienią 1954 do momentu ich zniesienia z dniem 1 stycznia 1973, tym samym wypierając organizację gminną w latach 1954–1972.
Gromadę Barczewko z siedzibą GRN w Barczewku utworzono – jako jedną z 8759 gromad na obszarze Polski – w powiecie olsztyńskim w woj. olsztyńskim na mocy uchwały nr 21 WRN w Olsztynie z dnia 4 października 1954. W skład jednostki weszły obszary dotychczasowych gromad Barczewko i Gady ze zniesionej gminy Dywity oraz obszar dotychczasowej gromady Maruny ze zniesionej gminy Lamkowo w tymże powiecie. Dla gromady ustalono 9 członków gromadzkiej rady narodowej.
Gromadę zniesiono 1 stycznia 1960, a jej obszar włączono do gromady Tuławki (wsie Barczewko i Gady oraz osadę Orzechówko) i do nowo utworzonej gromady Barczewo (wsie Maruny i Biedowo oraz osady Dąbrówka Mała i Żarek) w tymże powiecie.